# 中西元如
中西 元如（なかにし もとゆき）は、戦国時代から江戸時代初期の武将。大和国出身の大名・筒井氏の重臣、のち江戸幕府旗本。

## 生涯
大和国磯城郡中西庄の武士で、同国の戦国大名筒井氏に仕えた中西元重の子。妻に豊臣秀吉の重臣である浅野長政の養女を迎えており、天正2年（1574年）には嫡男の元吉が生まれている。なお『寛政重修諸家譜』は元如の実父を武田信玄・勝頼に仕えた馬場信春としている。
父に引き続き筒井順慶・定次の二代に家老として仕え、筒井氏の家紋・梅紋の使用を許された。天正13年（1585年）定次の伊賀国移封に従い3,000石を領したが、慶長13年（1608年）同僚の中坊秀祐が定次の不行跡を江戸幕府に密告したことにより定次は改易となったため、大和国内に隠退した。翌年には後述の通り幕臣に取り立てられているため、秀祐の与党だったのだろう。なお文禄2年（1593年）妻の安産祈願のために天正伊賀の乱で焼失していた阿拝郡久米の得楽寺子安堂を再建したと伝わっている。
慶長14年（1609年）元吉とともに徳川家康に召し出されて二代将軍の徳川秀忠に仕官し、翌年には常陸国河内郡・下総国葛飾郡・下野国都賀郡に3,000石を与えられた。慶長19年（1614年）大坂冬の陣では元吉とともに安藤重信の麾下として従軍している。元和5年（1619年）66歳で死去。